# The Take Over, the Breaks Over
""The Take Over, The Breaks Over"" är den tredje (fjärde, om man räknar med digitalsläppta "The Carpal Tunnel of Love") singeln och det andra spåret från bandet Fall Out Boys album Infinity on High.
Låten innehåller två gitarrsolon av Ryan Ross (Panic! At the Disco) och Chad Gilbert (New Found Glory).

## Låtlista
CD-singel
1. ""The Take Over, the Breaks Over"" [Album version]
2. "Thriller" [ Sessions@AOL version]

7" Vinyl
1. ""The Take Over, the Breaks Over"" [Album version]
2. Sugar, We're Goin Down" [Sessions@AOL version]

## Musikvideo
Musikvideon är svartvit, och den visar bandet framträda i Hemingways dröm, Pete Wentzs hund. Videon börjar med att Hemingway sover på Wentz. Det leder till Hemingways dröm där Fall Out Boy framträder bredvid en Chevrolet Impala, från 1968, medan Hemingway ser brandposter, brevbärare, dansande kattkvinnor, och sångaren/gitarristen Patrick Stump med ett stort katthuvud och klädd som en stek. Sedan leder det till en grupp före detta Fall Out Boy fans som alla bär svart och tröjor som säger hur mycket de avskyr Fall Out Boy, sedan går det över till att de kastar vattenballonger på Fall Out Boy. De skriker åt dem och säger att de inte gillar dem mer. Sedan ylar Hemingway och säger, "Give the boys a break... everybody changes". Fansen håller med och hunden fortsätter, "I mean, look at me. I used to be tiny". Fansen håller än en gång med och går tillbaka för att titta/dansa när Fall Out Boy spelar, medan konfettin faller ner. Den breakdansande brevbäraren och kattkvinnan dansar också med. Wentz säger sedan till Hemingway, "I didn't know you could talk". Hemingway svarar, "Shut up Pete... this is my dream". De hinner spela klart låten, när Wentz hoppar till i sömnen, och Hemingway vaknar upp ur sin dröm och hoppar iväg från Wentz. Den här videon är lite annorlunda för Fall Out Boy, trots att videon handlar om Hemingway, fokuseras det ganska mycket på Patrick Stump det mesta av tiden, och får många närbilder, medan Pete Wentz stannar mer i bakgrunden, annars brukar han vara frontman i videor och på konserter. Andy Hurley och Joe Trohman får också några närbilder, vilket är ovanligt.
Videon spelades in på en dag när Fall Out Boy var i New York. På TRL's röstningssida är låten listad under den felstavade titeln "The takeover, the break's over". Låten nådde förstaplatsen den 11 juli, 2007.

## Listpositioner
| Land           | Lista (2007)                    | Position |
| -------------- | ------------------------------- | -------- |
| Nya Zeeland    | New Zealand RIANZ Singles Chart | 38       |
| Storbritannien | UK Singles Chart                | 48       |

## Annat
- Låten är med i EA Sports TV-spel NHL 08.
- Sångaren Akon har gjort en cover på låten över internet.